# Burgstall Alt-Ellhofen
Der Burgstall Alt-Ellhofen ist eine abgegangene Turmburg bei Berbruggen im Gemeindegebiet von Stiefenhofen im Landkreis Lindau (Bodensee). Die ehemalige Burgstelle befindet südlich des zum Westallgäuer Markt Weiler-Simmerberg gehörenden Ortes Ellhofen und wird heute als Bodendenkmal mit dem Aktenzeichen D-7-8425-0005 geführt.

## Geschichte
Die Geschichte der Burg und die des Ortes Ellhofen sind eng miteinander verknüpft. 
Die Herrschaft der Herren von Ellhofen ist erstmals im Jahr 1287 nachweisbar. Nachdem den Herren von Ellhofen die alte Burg in der Nähe der heutigen so genannten Tobelmühle zu unbequem und zu klein geworden war, begannen sie zu Ende des 13. Jahrhunderts mit dem Bau der neuen Burg Ellhofen.

## Beschreibung
Von der Turmburg ist nichts erhalten geblieben. Die Burgstelle liegt im Ellhofer Tobel auf der Berbruggener Seite und ist nur auf schmalen, teilweise verwachsenen Pfaden erreichbar.